# Charles Gald Sibley
Charles Gald Sibley, ameriški ornitolog in molekularni biolog, * 7. avgust 1917, Fresno, Kalifornija, ZDA, † 12. april 1998, Santa Rosa, Kalifornija.
Sibley je veliko prispeval k znanstveni razvrstitvi ptičev. Njegovo začetno delo je prekrojilo evolucijsko zgodovino sodobnih ptičev.

## Življenje in delo
Študiral je v Kaliforniji. Med 2. svetovno vojno je raziskoval na Salomonovih otokih in se nato vrnil v ZDA. Postal je predstojnik ornitološkega laboratorija Univerze Cornell, kasneje pa Muzeja Peabody na Yaleu.
Sibley se je zanimal za križanje, za njene posledice na evolucijo in taksonomijo. V zgodnjih 60. letih 20. stoletja se je začel usmerjati na molekularne raziskave krvnih proteinov in nato elektroforeze beljakovih proteinov.
Sibley je bil pionir na področju DNK-DNK-hibridizacije, ki bi enkrat za vselej odkrila povezave med sodobnimi redovi ptičev. V začetku so bila raziskovanja sporna. Z razvojem boljših laboratorijkih postopkov, se je znanstvena srenja vse bolj nagibala tej predstavitvi. Seveda pa slika nikakor ni preprosta.
Sibley je bil v ornitoloških krogih sporna osebnost, tako zaradi strokovnih in osebnih razlogov. V reviji Emu je njegov prijatelj Richard Schodde pri Sibleyjevi osmrtnici zapisal:
»[Sibley] je bil upornik z razlogom. V debati je zravnal z zemljo vse, in ni prenesel nasprotovanj. Graje je oplajal s strupenim jezikom. V izbruhu jeze je lahko oponašal krutost. Manj pomebne smrtnike ni trpel, in kakor so rekli drugi, je bilo malo prijateljev ... Nikoli pa ga nisem videl, da bi bil zloben ali maščevalen - tudi do tistih ne, ki so ga poskušali spraviti s tira. Tudi ni bil pretirano izumetričen ali omikan. Bil je preprosto velik, drzen Jenki z »veliko sliko« ptičje filogeneze, ter prepričan o pravilnosti svojih povodov in nepremagljivosti svojega razuma.«
Za nekaj časa se je odtujil od ameriških sodelavcev in je veliko sodeloval s prekomorskimi tovariši. Preuredil je filogenijo živečih ptičev v luči analize DNK. Med letoma 1986 in 1993 je objavil več del, ki so bila sporna in zelo vplivna.
Leta 1990 so Sibleyja izbrali za predsednika Mednarodnega ornitološkega kongresa. Njegovi  temeljni deli Filogenija in razvrstitev ptičev (Phylogeny and Classification of Birds) (napisano z Jonom Ahlquistom) in Porazdelitev in taksonomija ptičev sveta (Distribution and Taxonomy of Birds of the World) (z Burtom Monroem) predstavljata trajni doprinos k ornitološkim delom. Prvo delo je opredelilo vplivno Sibley-Ahlquistovo taksonomijo.
Njegova taksonomija je zelo vplivala na razvrstitve, ki so jih privzele uradne oprnitološke organizacije, še posebej Ameriška zveza ornitologov (AOU).